# Seth
Seth (phiên âm tiếng Việt: Sết, tiếng Hebrew: שֵׁת Šet hay Šēṯ, tiếng Ả Rập: شِيث Sheeth, nghĩa là 'xếp đặt, chỉ định'), theo Do Thái giáo, Kitô giáo, Mandae giáo, và Hồi giáo là con trai thứ ba của Adam và Eva, và cũng là một trong ba người con của họ có tên được đề cập đến trong Kinh Thánh Hebrew, cùng với Cain và Abel. Theo Sách Sáng thế 4:25, Seth được sinh ra sau khi Abel bị Cain giết hại, và Eva tin rằng Thiên Chúa đã xếp đặt ông để thay thế cho Abel.